# Łąki w Komborni
Łąki w Komborni (PLH180042) – projektowany specjalny obszar ochrony siedlisk, aktualnie obszar mający znaczenie dla Wspólnoty, położony w Kotlinie Jasielsko-Krośnieńskiej, między Kombornią a Krościenkiem Wyżnym, o powierzchni 13,14 ha. Utworzony został w celu ochrony zmiennowilgotnych łąk trzęślicowych – siedliska z załącznika I dyrektywy siedliskowej.
Występują tu trzy gatunki motyli z załącznika II:
- modraszek nausitous Phengaris nausithous
- modraszek telejus Phengaris teleius
- czerwończyk nieparek Lycaena dispar